# Каховский, Василий Васильевич
Василий Васильевич Каховский (Коховский; Нечуй-Каховский; 1738—1794) — государственный деятель Российской империи, генерал-майор.

## Биография
Василий Каховский принадлежал к старинному дворянскому роду Каховских. Родился в 1738 году в семье Василия Осиповича Каховского и был младшим братом Михаила Каховского (1734—1800), ставшего впоследствии генералом от инфантерии и графом.
Поступил на службу в 1753 году. Как и старший брат, обучался в Сухопутном шляхетском корпусе. Служил по Генеральному штабу, 27 августа 1769 года произведён в генерал-квартирмейстеры майорского чина, а в 1773 году произведён в полковники. В дальнейшем перешёл в гражданскую службу. Во время губернаторства Михаила Каховского в Могилёвской губернии (с 1778 — наместничества) Василий Каховский занимал пост советника Могилёвского губернского правления, а после перевода брата в Крым в 1780 году был назначен председателем Могилёвской палаты гражданского суда. В 1783 году был произведён в чин статского советника.
После присоединения Крыма к Российской империи и образования на его территории Таврической области Василий Каховский 16 февраля 1784 года был назначен первым её правителем. 22 сентября 1786 года получил чин действительного статского советника. В августе 1788 года получил в своё управление Екатеринославское наместничество, оставаясь на этом посту до 1794 года. В 1787 году был награждён орденом Святого Владимира 2-й степени. 5 февраля 1790 года был переименован в генерал-майоры и через пару лет пожалован в кавалеры ордена Святой Анны.
Умер 25 июня 1794 года в Екатеринославе, где над его могилой на городском кладбище в 1795 году была построена Воскресенская церковь (уничтожена в 1938 году).

## Память
В честь губернатора Василия Каховского назван город Каховка (а также Новая Каховка) в Херсонской области.